# Gustavo Munúa
Gustavo Adolfo Munúa Vera (Montevideo, 27 januari 1978) is een voormalig voetbaldoelman uit Uruguay, die onder meer uitkwam voor Levante UD in Spanje. Na zijn actieve loopbaan stapte hij het trainersvak in.

## Speler
Hij begon zijn voetbalcarrière bij Club Nacional de Football in zijn geboorteland Uruguay. Voor die club kwam hij 102 keer in actie, waarbij hij ook drie keer het doel wist te vinden. Zijn goede prestaties bleven niet onopgemerkt en in 1998 werd hij opgeroepen voor het nationale elftal. Hij maakte zijn debuut op 24 mei 1998 in de vriendschappelijke uitwedstrijd tegen Chili (2-2), net als verdediger Mario Gastán. Hij speelde in totaal 22 interlands voor zijn vaderland.
In 2003 vertrok hij naar Spanje om te gaan spelen bij Deportivo La Coruña. Daar speelde hij echter in zes seizoenen maar 27 wedstrijden. In 2009 vertrok hij naar Málaga CF voor een jaar. Sinds 2010 speelde hij bij Levante UD, weer in de hogere klasse voetbal, waar hij op 6 augustus 2010 een contract tekende en op 26 augustus zijn debuut maakte tegen Sevilla FC.

## Trainer
Op 29 juni 2015 tekende hij bij zijn laatste ploeg als speler, Nacional een contract als trainer. Het eerste gedeelte van het nationaal seizoen, de Apertura genaamd, kon de ploeg niet winnen. Maar voorzitter José Luis Rodríguez behield het vertrouwen in de trainer. Zo kon hij aan de Copa Libertadores starten. De ploeg zou de 1/4 finale behalen, maar werd dan na het nemen van penalty's door CA Boca Juniors uitgeschakeld. Toen ook nog enkele partijen verloren gingen tijdens de Clausura, het tweede gedeelte van het nationaal seizoen, zegde de voorzitter op 5 juni 2016 zijn vertrouwen op en ontsloeg hem.
Op 13 december 2016 stapte hij over naar Ecuador, bij het noodlijdende LDU Quito, dat hij zou leiden tot het einde van het seizoen 2016-2017. Hij zou echter de slechtste trainer uit de geschiedenis van de ploeg worden met 1 overwinning, 10 gelijke spelen en 9 verloren wedstrijden. Daardoor kon de ploeg de degradatie niet ontwijken.
Tijdens het seizoen 2017-2018 kwam hij terug naar Spanje en tekende bij Deportivo Fabril, de B-ploeg van Deportivo de La Coruña. Hij zou achter Rayo Majadahonda tweede eindigen in de Segunda Divisíón B. In de eerste ronde van de eindronde zou echter verloren worden tegen Extremadura UD.
Het daaropvolgend seizoen 2018-2019 tekende hij voor reeksgenoot FC Cartagena. Het verrassende was dat deze ploeg het voorgaande seizoen onder leiding van Alberto Jiménez Monteagudo in de eindronde verslagen werd door dezelfde ploegen uit Majadahonda en Extramadura. De aanvang van het seizoen was slecht en zo stond de ploeg na 8 wedstrijden op een degradatieplaats. Net tegen UD Melilla pakte doelman Mario Fernández Cuesta een rode kaart en blesseerde hij zich tijdens dezelfde actie. Hij werd vervangen door de jonge Portugees João Paulo Santos Costa. De ploeg begon successen te boeken en was op het einde van de heenronde naar de eerste plaats opgeklommen. Op het einde van het seizoen zou het tweede eindigen na Recreativo Huelva. Tijdens de eindronde werd eerst Real Madrid Castilla (3-1 verlies uit, 2-0 winst thuis) uitgeschakeld, maar SD Ponferradina bleek twee maal te sterk (1-2 thuisverlies en 1-0 op verplaatsing). Een week na de uitschakeling zou voorzitter en eigenaar Paco Belmonte Ortiz hem voor het seizoen 2019-2020 verlengen. Na 17 wedstrijden stond de ploeg op een mooie eerste plaats en had zich net voor de tweede ronde van de beker geplaatst, toen duidelijk werd dat de trainer zou overstappen naar Club Nacional de Football. Twee dagen voor Kerstmis werd hij vervangen door een andere jeugdige trainer Borja Jiménez Sáez.
Op 20 december 2019 tekende hij een contract dat hem twee seizoenen bond aan Club Nacional de Football uit Montevideo, de record kampioen van zijn geboorteland. Tien maanden na zijn aanstelling eindigde de ploeg als tweede van de Apertura, competitie samengesteld uit 13 ploegen van de hoogste reeks en drie ploegen van het tweede niveau.  De winnaar werd het net gepromoveerde Club Atlético Rentistas. Voor deze ploeg was dit een primeur. De teleurstelling om de gemiste titel bij de ploeg uit de hoofdstad was zo groot dat hij op 14 oktober 2020 ontslagen werd. In totaal leidde hij vijftien wedstrijden van de nationale competitie en vijf wedstrijden van de Copa Libertadores.
Vanaf 28 september 2021 vond hij weer onderdak, deze keer bij het Argentijnse Unión de Santa Fe, spelend op het hoogste nationale niveau.  Toen hij bij de ploeg aankwam, bevonden ze zich op de veertiende plaats.  Hij kon de ploeg redden en bracht ze tot de laatste 16 ploegen van de Copa Sudamericana. Het begin van het daaropvolgende seizoen verliep veel moeilijker en zo werd hij na de negende speeldag op 4 april 2023 ontslagen.
Op 2 juli 2023 keerde hij naar Spanje terug en tekende bij Real Murcia, een ploeg uit de Primera Federacíón.  Na het 1-0 verlies uit tegen AD Ceuta FC op de elfde speeldag, belande de ploeg op een negende plaats.  Daarom werd hij op 8 november 2023 ontslagen.
Tijdens de maand juni 2024 tekende hij een éénjarig contract bij het Argentijnse CA Banfield, een ploeg uit de hoogste klasse.  Ook hier bleven de resultaten uit en nadat zijn ploeg tijdens op 15 augustus 2024 door CA Talleres (Remedios de Escalada) na penalties uit de beker gekikkerd werd, eisten de supporters zijn ontslag.   Maar de ploeg kon de onslagpremie niet betalen.

## Erelijst
Club Nacional
- Uruguayaans landskampioen

1998, 2000, 2001, 2002